# 東小磯
東小磯（ひがしこいそ）は、神奈川県中郡大磯町にある地名。郵便番号は255-0004。当地域の人口は2,974人(2020年10月1日現在、住民基本台帳調査による)

## 地理
大磯町の東部に位置する。大磯町役場がある。
東は大磯、西は西小磯、南は相模湾、北は平塚市万田。

### 河川
- 鴫立川

### 湖沼
- 善兵衛池

### 海洋
- 相模湾

## 歴史

### 沿革
- 1947年（昭和22年）4月17日  - 新設。

## 世帯数と人口
| 大字   | 世帯数    | 人口    |
| ------ | --------- | ------- |
| 東小磯 | 1,235世帯 | 2,974人 |

(令和2年10月1日現在)

### 人口の変遷
国勢調査による人口の推移。
| 年                 | 人口  |
| ------------------ | ----- |
| 1995年（平成7年）  | 2,648 |
| 2000年（平成12年） | 2,668 |
| 2005年（平成17年） | 2,906 |
| 2010年（平成22年） | 2,991 |
| 2015年（平成27年） | 2,966 |
| 2020年（令和2年）  | 2,974 |

### 世帯数の変遷
国勢調査による世帯数の推移。
| 年                 | 世帯数 |
| ------------------ | ------ |
| 1995年（平成7年）  | 921    |
| 2000年（平成12年） | 988    |
| 2005年（平成17年） | 1,108  |
| 2010年（平成22年） | 1,174  |
| 2015年（平成27年） | 1,197  |
| 2020年（令和2年）  | 1,235  |

## 事業所
| 大字   | 事業所数 | 従業員数 |
| ------ | -------- | -------- |
| 東小磯 | 75事業所 | 564人    |

(令和2年10月1日現在) 

### 事業者数の変遷
経済センサスによる事業所数の推移。
| 年                 | 事業者数 |
| ------------------ | -------- |
| 2016年（平成28年） | 55       |
| 2021年（令和3年）  | 75       |

### 従業員数の変遷
経済センサスによる従業員数の推移。
| 年                 | 従業員数 |
| ------------------ | -------- |
| 2016年（平成28年） | 159      |
| 2021年（令和3年）  | 564      |

## 学区
町立小・中学校に通う場合、学区は以下の通りとなる。
| 大字   | 番地 | 小学校             | 中学校             |
| ------ | ---- | ------------------ | ------------------ |
| 東小磯 | 全域 | 大磯町立大磯小学校 | 大磯町立大磯中学校 |

## 交通

### 鉄道
- 東日本旅客鉄道東海道線 - 大磯駅

### バス
- 神奈川中央交通 - 統監道 (平45、平46、平47、平44、平47、磯01、磯07、磯14)

### 道路
- 国道1号

## 施設
- 大磯町役場
- 大磯町立大磯小学校
- 大磯町立大磯中学校
- 妙大寺